# Luz Álvarez Martínez
Luz Álvarez Martínez nacida en 1943 es una activista en el movimiento de justicia reproductiva cofundadora organizadora de la organización nacional Latina de salud. Es la primera feminista Nacional de la salud organización para las latinas en los Estados Unidos en 1986. Ella fue una de las primeras que apoyaron la unión de trabajadores del campo feminista y apoya el medio ambiente.  

## Primeros años de vida
Los padres de Luz Álvarez Martínez nacieron en Guanajuato, México y habían emigrado a los Estados Unidos a principios de la década de 1920, estableciéndose en El Río, California .  Luz Álvarez Martínez creció en California, donde su familia de trabajadores agrícolas católicos se establecieron en San Leandro trabajando en el Fremont, Gilroy y Santa Rosa .   Luz fue una de 12 hijos. Luz asistió a la Escuela Lincoln y a la  escuela primara de San Leandro, de la cual se graduó en 1956- Cursó la escuela secundaria en Oakland en la preparatoria St. Elizabeth's, graduándose en 1960. 
Después de graduarse de la escuela secundaria, Álvarez Martínez comenzó a trabajar como secretaria para el Departamento de Libertad Condicional del Condado de Alameda .  Allí conoció a un agente de libertad condicional caucásico, con quien comenzó a salir a los 19 años; se casaron en mayo de 1964, cuando ella tenía 21 años 
Álvarez Martínez se matriculó en el Merritt College para el semestre de otoño de 1964, animada por su marido, aunque tras el nacimiento de sus primeros hijos gemelos, a finales de diciembre de 1964, dejó los estudios por un tiempo. La familia se mudó al vecindario de Lake Shore de Oakland en 1967.  Tuvo un tercer hijo en 1968 y más tarde adoptó un cuarto hijo a través de la Sociedad de Casa de Niños, a principios de la década de 1970. Se dedicó a ser ama de casa de tiempo completo mientras sus hijos fueron pequeños.   Álvarez Martínez ha descrito su matrimonio como "muy difícil", terminando en divorcio en 1981, después de 17 años de matrimonio. 

## Activismo
En la década de 1960, Álvarez Martínez comenzó a "generar conciencia " a través de su contacto con los Panteras Negras y las protestas contra la guerra de Vietnam . También comenzó a cuestionar la doctrina de la Iglesia Católica, después de que le dijeran que no podía usar métodos anticonceptivos para espaciar sus hijos; ella eligió usarlos de todos modos. 
En 1977, Álvarez Martínez reingresó a Merritt College para estudiar para convertirse en enfermera partera; allí, se involucró en temas feministas a través del Colectivo de Salud de la Mujer de Berkeley.   Motivada por preocupaciones políticas y experiencias personales, asistió a la primera conferencia nacional del Proyecto de Salud de Mujeres Negras en 1983. En 1986, cofundó la Organización Nacional de Salud Latina en Oakland, California, con las educadoras de salud Alicia Bejarano y Paulita Ortiz, y la activista comunitaria Elisabeth Gastelumendi. 
Su grupo, la primera organización nacional feminista de salud para latinas en los Estados Unidos, adoptó herramientas del movimiento de salud de la mujer, que alentaba a las mujeres a contar sus propias historias y tomar un papel activo en su sanación.   Las latinas enfrentaron negligencia y abuso por parte del sistema médico, por lo que el grupo creó conciencia sobre la discriminación y las barreras de acceso.  Álvarez Martínez se desempeñó como su directora ejecutiva hasta jubilarse en 2005. Poco después, la organización cesó sus operaciones. 
En abril de 1992, Álvarez Martínez organizó una protesta contra una marcha por los derechos reproductivos celebrada por NOW en Washington D. C., con el argumento de que NOW no había hecho un esfuerzo por incluir a las mujeres de color en la marcha. 
En 1997, también cofundó SisterSong Women of Color Reproductive Health Collective. Álvarez Martínez fue una importante colaboradora del movimiento de justicia reproductiva, creado por mujeres de color en los EE. UU., y a menudo representó las perspectivas latinas sobre los derechos reproductivos en el escenario nacional, en conferencias y en organizaciones de defensa como la Liga Nacional por los Derechos y Acceso al Aborto (NARAL), donte sirvió como parte de la junta directiva.  Trabajó con otros líderes en SisterSong, como Loretta Ross, para desafiar el enfoque implícitamente blanco de las principales organizaciones feministas como la Organización Nacional de Mujeres (NOW) .  Álvarez Martínez también ha trabajado en el Panel de Expertos en Salud de Mujeres de Minorías de la Oficina Nacional de Salud de la Mujer (1997-2005), y en el Consejo de Salud de la Mujer de la Oficina de Salud de la Mujer del Estado de California. 

## Publicaciones
- Homenaje a Nuestras Curanderas/ Honoring Our Healers (1996, Latina Press) [19]

## Vida personal
Álvarez Martínez tiene cuatro hijos y tres nietos. Desde 1993 es bailarina ceremonial azteca. 